# Nửa là đường mật, nửa là đau thương
Nửa là đường mật, nửa là đau thương (chữ Hán: 半是蜜糖半是伤; bính âm: Ban Shi Mitang Ban Shi Shang) là bộ phim truyền hình Trung Quốc ra mắt năm 2020, với sự tham gia của La Vân Hi và Bạch Lộc, Cao Hãn Vũ, Vương Dĩ Luân, Tiêu Yến được chuyển thể từ tiểu thuyết cùng tên của nhà văn Kỳ Tử. Bộ phim bắt đầu phát sóng với phụ đề đa ngôn ngữ trên iQIYI từ ngày 27 tháng 9 năm 2020 đến ngày 27 tháng 10 năm 2020.

## Tóm tắt
Giang Quân là cô gái mắc chứng dị ứng nặng với nước mắt, có hai bằng thạc sĩ kinh tế học và tâm lý học. Theo di nguyện của cha, Giang Quân đầu quân vào ngân hàng đầu tư MH và tình cờ gặp Viên Soái, anh bạn thời thơ ấu từng rất hay bắt nạt mình, nay là giám đốc điều hành bộ phận ngân hàng đầu tư của MH. Viên Soái cố tình đánh rớt Giang Quân vì không muốn cô vào ngành này. Không bỏ cuộc, cô tìm gặp phó tổng giám đốc Lâm Thái Mặc nói chuyện, xin được phỏng vấn và được nhận vào làm. Sau một thời gian làm việc chung, Giang Quân mới biết thì ra Viên Soái thầm yêu mình bao lâu nay từ hồi trung học, anh hay bắt nạt cô cũng chỉ vì muốn cô phải mạnh mẽ hơn trong cuộc sống và không bao giờ rơi nước mắt nữa. Sau khi hóa giải hiểu lầm, hai người đến với nhau trong một đêm tuyết đầu mùa. Được Đỗ Lỗi (địch thủ số một của Viên Soái trong ngành) giúp sức, Lâm Thái Mặc gán cho Viên Soái tội hối lộ, buộc phải từ chức và nghỉ việc ở MH, không ngờ đó thực chất là khổ nhục kế của chính Viên Soái để âm thầm điều tra về doanh nghiệp bún tươi của cha Giang Quân (bị tập đoàn C mua lại) và cái chết bí ẩn của người cha. Trong buổi điều trần trước hội đồng quản trị, Viên Soái tố cáo hung thủ năm xưa chính là Lâm Thái Mặc và Linda.
Hai năm sau, giờ đây Giang Quân đã là phó chủ tịch bộ phận ngân hàng đầu tư của MH, Đỗ Lỗi là tổng giám đốc còn Viên Soái công tác bên GE, đối thủ của MH. Đỗ Lỗi tỏ tình với Giang Quân nhưng bị từ chối. Bất bình vì đồng nghiệp của mình bị đuổi việc oan, Giang Quân điều tra và phát hiện ra Đỗ Lỗi ăn hối lộ. Sau nhiều lần cầu hôn bất thành, cuối cùng Viên Soái cũng cầu hôn được Giang Quân. Hai người lấy nhau và Giang Quân mang thai.

## Sản xuất
Bộ phim được chuyển thể từ tiểu thuyết Nửa là mật ngọt, nửa là đau thương của Kỳ Tử. Vào tháng 11 năm 2019, bộ phim Nửa Là Đường Mật, Nửa Là Đau Thương do iQIYI và Shanghai Jinhe Film and Television hợp tác sản xuất, chính thức khai máy tại Tô Châu, Thượng Hải. Bộ phim được quay trong 5 tháng và chính thức đóng máy vào ngày 28 tháng 3 năm 2020.

## Kênh phát sóng
Sửa bằng trình soạn thảo trực quan

| Quốc gia   | Kênh  | Ngày phát sóng                           | Nguồn |
| ---------- | ----- | ---------------------------------------- | ----- |
| Trung Quốc | IQiyi | 27 tháng 9 năm 2020                      |       |
| Việt Nam   | VieON | 27 tháng 9 năm 2020                      |       |
| Việt Nam   | HTV7  | 10 tháng 12 năm 2020; 5 tháng 1 năm 2021 |       |

## Diễn viên

### Vai chính
- La Vân Hi vai Viên Soái, giám đốc điều hành bộ phận ngân hàng đầu tư của MH.
- Bạch Lộc vai Giang Quân, nhà phân tích tài chính của MH.[9]

### Vai phụ
- Cao Hãn Vũ vai Đỗ Lỗi, Giám đốc điều hành GE, đối thủ trong ngành của Viên Soái
- Tiêu Yến vai Từ Lê, nhân viên cửa hàng tiện lợi, bạn thân của Giang Quân
- Vương Dĩ Luân vai Lý Tiểu Xuyên, nhà phát triển ứng dụng West World, em họ của Viên Soái
- Triệu Viên Viện vai Kiều Na, phó giám đốc bộ phận ngân hàng đầu tư của MH dưới trướng Viên Soái
- An Duy Lăng vai Linda
- Quản Tử Tịnh vai Tô Sướng